# Dileep Rao
Dileep A. Rao (ur. 29 lipca 1973 w Los Angeles) – amerykański aktor filmowy i telewizyjny. Wystąpił w horrorze Sama Raimi Wrota do piekieł (2009), filmie science fiction Jamesa Camerona Avatar (2009) oraz dreszczowcu Christophera Nolana Incepcja (2010).

## Filmografia

### Filmy
- 2009: Wrota do piekieł jako Rham Jas
- 2009: Avatar jako dr Max Patel
- 2010: Incepcja jako Yusuf

### Seriale TV
- 2006: Impas jako Robert
- 2008: Bracia i siostry jako Arlo Natterson
- 2013: Touch jako Vikash Nayar
- 2015: Z Nation jako Odegard
- 2017: Mr. Robot jako Sandesh Markesh